# Hemiphanes gravator
Hemiphanes gravator là một loài tò vò trong họ Ichneumonidae.